# 蒙贝尔托
蒙贝尔托（法語：Montberthault，法語發音：[mɔ̃bɛʁto]）是法国科多尔省的一个市镇，位于该省西部，属于蒙巴尔区。

## 地理
蒙贝尔托（47°28'6"N, 4°9'31"E）面积12.12 平方千米，位于法国勃艮第-弗朗什-孔泰大區科多尔省，该省份为法国中东部省份，北起奥布省，西接涅夫勒省和约讷省，南至索恩-卢瓦尔省，东南接汝拉省，东临上索恩省，东北部与上马恩省接壤。
与蒙贝尔托接壤的市镇（或旧市镇、城区）包括：埃普瓦斯、拉罗什昂布勒尼勒、桑塞莱鲁夫赖、维约堡、库尔塞勒弗雷穆瓦、福尔莱昂。
蒙贝尔托的时区为UTC+01:00、UTC+02:00（夏令时）。

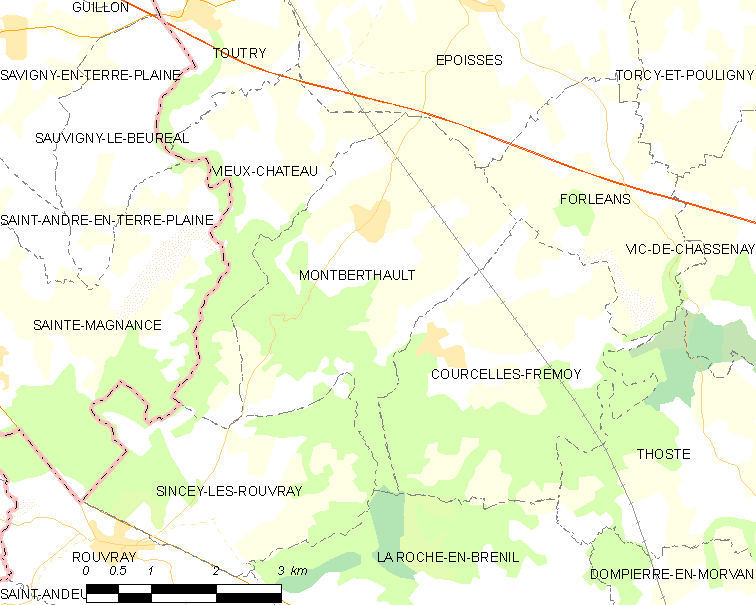
蒙贝尔托的OSM定位图

## 行政
蒙贝尔托的邮政编码为21460，INSEE市镇编码为21426。

## 政治
蒙贝尔托所属的省级选区为欧苏瓦地区瑟米尔县。

## 交通
科多尔省省道D4线、D4C线和D4K线在蒙贝尔托中心交汇，省道D9线则从南部过境。
法国高速铁路东南线经过境内，但未设任何站点。

## 人口

1962-2008年间蒙贝尔托人口变化图示

蒙贝尔托于2022年1月1日时的人口数量为217人。